# 諾福克島鶇
诺福克岛鸫（Norfolk thrush），又名灰头黑鸫（Grey-headed blackbird）或称作番石榴鸫（Guava bird）。是一种已灭绝的岛鸫亚种，仅生存于诺福克岛中。

## 描述
诺福克鸫的颜色主要是深褐色，有淡灰色的头、棕色的胸部以及黄色的鸟喙、双腿。它长约21厘米，翼展34厘米，体重55克。雄性和雌性的大小外观相似。

## 行为

### 繁殖
诺福克鸫将巢穴筑于树上，包括引进的柠檬树。其鸟蛋数量为2-4颗。

### 觅食
诺福克鸫进行觅食时一般位于地面上，它们吃小型无脊椎动物，种子和从树上掉落的果实。

## 现状
诺福克鸫灭绝于20世纪70年代，最后一次的发现报告是于1975年。它们灭绝的原因是由于大家鼠和家猫的过分捕食。